# 來自繽紛世界的明日
《來自繽紛世界的明日》是由P.A.Works製作、篠原俊哉執導的原創電視動畫系列。系列全13話，於2018年10月6日至12月29日首播。
该作是部有著細膩作畫與情感演出的青春群像劇。舞台设定在一个日常生活中有着些许魔法的奇妙世界，主角月白瞳美是個年幼失去色觉、缺乏情感表现的17岁高中女生。有一天突然被她的祖母-月白琥珀用魔法送往60年前。在那時空，瞳美遇到了男生葵唯翔而取回了失去的色觉，並與同樣17歲的祖母以及社團夥伴們的交流當中逐漸成長。

## 故事簡介
故事舞台是西元2078年，日常中殘留些微魔法的长崎市。主角是魔法使一族的末裔、17歲的月白瞳美，是个從小就僅能看見黑白二色的世界、對人閉上心扉、討厭魔法的女孩。有天，她的祖母——大魔法使月白琥珀使用時間魔法將她送往60年前，並要求她去見17歲的自己。
來到西元2018年的時空，瞳美掉入葵唯翔的房間，從窗戶離去時被與唯翔同社團的川合胡桃和風野淺蔥看見。眾人誤以為是唯翔的女朋友，並带她前往月白家的魔法屋，由於高中的琥珀正在英國留學，她便接受月白家的收留。其後瞳美發現家傳耳飾遺失，透過魔法找到遺落於唯翔的房間，與唯翔交談時解釋所有誤會係源自魔法失誤，並意外發現她可以看見唯翔繪畫作品的色彩，想進一步詢問卻被唯翔拒絕。
月白家安排瞳美入讀南丘高中，到校初日再度遇上攝影美術社成員。為澄清朋友誤會，唯翔要求瞳美施展魔法證明身分（證明瞳美為魔法師且確實是因為魔法失誤而出現在唯翔房間），不擅魔法的瞳美勉強施展但魔法呈現效果不佳，場面尷尬。而後獨處時唯翔答應再給瞳美觀賞繪畫作品，並表示期待她能成功學會魔法。社團招生體驗活動後，瞳美加入攝影美術社。
收到消息的琥珀提早結束留學回到日本與瞳美見面，個性開朗的琥珀很快與攝影美術社成員結識，並且鼓勵瞳美告訴同社成員自己來自未來的身分。後琥珀以魔法使身份入社，社團改名為魔法攝影美術社。
此時唯翔創作遇到瓶頸，為鼓勵唯翔，瞳美在琥珀指導下成功自製魔法星砂相贈。社團外出活動時，瞳美無意識地發動魔法進入唯翔畫中世界，發現畫作深處出現各種陰鬱、負面的圖案，她查覺此為唯翔內心黑暗面，以及他想放棄繪畫的掙扎，追問之下引起唯翔強烈反感而離去，關係轉僵。事後唯翔對瞳美道歉，承諾不會放棄創作，並希望瞳美能在他的作品中找回失去的色彩，兩人和好後瞳美短暫恢復色覺。琥珀對瞳美暫時恢復色覺的契機展開調查，告知瞳美她可能在無意識間施展魔法封印自身色覺，而為了調查解除條件，琥珀讓唯翔和瞳美進行各種相處，初始彆扭的兩人在實驗後開始以名字相稱。
隨著對社團的投入，瞳美對攝影愈加熱忱，向社長山吹將學習技巧，將卻於兩人獨處時告白，不知如何回應的瞳美開始缺席社團活動，隨後決定正面回覆拒絕將的心意。同時暗戀將的淺蔥在察覺到將的告白後不知所措而迴避著瞳美，但在兩人坦白心意後，很快就重修舊好。
琥珀決定在文化祭舉辦可讓大家進入畫作遊玩的活動。唯翔負責作畫，瞳美則在琥珀指導下成功練成進入畫作的高級魔法。眾社員一同遨遊畫作世界時，唯翔在未知深處遇見年幼的瞳美，對話過程中唯翔發現她早已封閉內心情感。魔法結束後瞳美告知唯翔自己的過去：母親是月白家首個不會魔法的成員，在自己成功使用魔法後拋棄她離家而去。瞳美歸咎於自己為了使用魔法討母親歡心，卻沒考量到母親對於無法使用魔法的厭惡，瞳美由此開始討厭魔法、封閉內心，並把所有結果（包括失去色覺之事）當作懲罰概括承受。吐露心事的瞳美在唯翔極力開導下改變自責的心態，並感到如釋重負。
文化祭前夕瞳美多次憑空消失又出現，但本人對消失期間發生的事情毫無印象。琥珀判斷此為發動時間魔法後，時空修正現象把時空旅人拉入時間縫隙中，因此瞳美才會憑空消失。必須盡快於魔法效果最強的新月之時、同時也是文化季最終日，將瞳美送回未來，否則她將永遠受困在時間縫隙。眾人開始協助蒐集時間魔法所需的大量高級星砂，但瞳美對於是否該回去一事十分糾結，她不想離開同社團的夥伴，特别是失去與唯翔的牽絆。回到家中，瞳美將思慕之情寫於紙飛機上，並利用魔法傳送給唯翔，隨後兩人在夜晚獨自碰面，互相傾訴思念。
最後時間里，瞳美和眾人度過難忘的文化祭。時間魔法發動期間，眾人一一與瞳美道別，但唯翔僅簡短告別而未表白心意。突然間魔法失控，瞳美跟前來相救的唯翔落入未知空間。此時兩人終於說出心裡話，感謝對方拯救了自己封閉的內心，並互相告白。而後未知空間隨即解除，瞳美的色覺完全恢復，並成功回到未來。但琥珀察覺自己的時間魔法其實並未成功，原來最初60年後的自己在使用時間魔法時，早已設定當瞳美解開施加在自己身上的魔法時，就是她時空旅行的極限。所以瞳美帶來的信件中並未提及將她送回未來的方法，就是因為她清楚知道高中時的琥珀無法駕馭。故琥珀暗自下定決心，要持續精進實力成為偉大的魔法使。
回到60年後的瞳美，終於理解祖母用意，明白自己也可以追求幸福。回到魔法屋，琥珀拿出社團成員們為瞳美準備的時光膠囊。由於時空旅人無法攜帶行李，他們決定把當時的相片製作成相簿，送給未來的瞳美留作紀念。唯翔則為瞳美創作名為「七彩的企鵝」繪本，講述黑白企鵝（象徵瞳美）和各種動物（社團夥伴們）的故事，而該繪本正是瞳美年幼時常與母親一起閱讀的書，在瞳美失去色覺後，七彩的企鵝繪本也成為瞳美唯一可以看見色彩的物品。
回到學校，瞳美主動和同學攀談，並重新加入魔法攝影美術部，開啟了擁有色彩的人生。而故事尾聲時，瞳美獨自到墓園追悼的未知墳墓，對象可能為瞳美的高祖母、曾祖父母、母親、甚至是唯翔（依最終話唯翔開頭之獨白推測），然真相為何則留待觀眾自行想像。

## 登場人物
月白瞳美（Tsukishiro Hitomi，配音：石原夏織）
本作主角。高二生，出身魔法師一族。性格內向怕生，具有極高的魔法天賦。其母親（琥珀的女兒）是月白一族首位不會魔法的成員，在瞳美年幼時離家出走去向不明。瞳美歸咎於自己為取悅母親而施展魔法，卻使母親不快而棄自己離開，自此封閉自己心靈、抗拒學習魔法，並無意識地對自己施展魔法而喪失了色覺。因祖母月白琥珀施展時光魔法而被送返至60年前，在那裡的種種經歷使得瞳美有所成長，突破心魔並打破對自己施加的魔法而找回色覺。
初遇唯翔便開始在意他，鼓勵唯翔繼續從事繪畫創作。唯翔形容初次遇見的瞳美「像是寂寞的灰色，總是浸染著不安，畏縮試探身邊的回應。」
月白琥珀（Tsukishiro Kohaku，配音：本渡楓〈高中時期〉、島本須美〈老年時期〉）
高二女生，瞳美的祖母。本來在英國留學學習魔法，得知瞳美從未來回來的消息後立刻回國。性格樂天且積極向前，經常推動瞳美改變且前進。由於60年後的自己以高難度的時間魔法送來瞳美，卻未提及將孫女送回去的方法，為平安送瞳美回到她的時空而努力學習魔法。留學前在校內施展魔法經常失控，因此簽署了不少保證書。歸國後加入山吹開辦的社團，聯名為「魔法攝影美術部」。
魔法高超，心願是使用魔法為世界和眾人帶來幸福，但對於無法給予自己親近的女兒和孫女幸福感到痛苦，選擇將瞳美送回過去希望她學會享受人生。
葵唯翔（Aoi Yuito，配音：千葉翔也）
高三男生，攝影美術社社員，也是唯一的美術社成員。興趣是繪畫，小時繪畫的金色的魚曾得金獎，從此打開對繪畫的熱情。傾向單獨從事繪畫，不願向他人展示作品。不知為何，其畫作能使瞳美看見色彩。單親家庭，與母親（配音：本田貴子）同住。在深澤家的咖啡廳打工。母親支持其進修美術相關科系，但唯翔卻打算高中畢業後就業，後因瞳美的鼓勵而改變心意決意升學，在與瞳美的相處中對瞳美逐漸傾心。
山吹將（Yamabuki Shō，配音：前田誠二）
高三男生，攝影美術社社長。和唯翔自小學以來就是朋友。在風野淺蔥家的照相館打工。攝影技術水平高，有志從事攝影，立志考取有相關科系的國立大學。為人熱心勇往直前，對瞳美非常照顧，瞳美入社後熱心指導攝影技巧。對新來的瞳美漸生情愫，最終向瞳美告白而遭拒絕。並未知曉淺蔥的心意。
風野淺蔥（Kazeno Asagi，配音：市之瀨加那）
高二女生，攝影美術社社員。家裡經營照相館。和山吹將是青梅竹馬，暗戀將。性格內向懦弱與瞳美類似。喜好拍攝生物，尤其是自家的寵物兔子。主動對首日到校的瞳美對話，隨後引介瞳美進入攝影美術社，是瞳美的第一個朋友。受到瞳美逐漸成長的激勵，以及將的鼓舞之下決定也要向前邁進。將兔子的照片製成明信片，在學園祭上販售並廣受好評。高三生引退前，被指定接任社長一職。
川合胡桃（Kawai Kurumi，配音：東山奈央）
高三女生，攝影美術社社員，負責經理社中事務，周旋、張羅短絀的經費。為人好奇心旺盛，極度怕鬼。欽慕優秀且勇於追夢的姐姐莓花（配音：橘繪美里），亦與已經立下志願的將、唯翔相形見絀，為即將畢業的自己沒有志向和幹勁而犯愁，但在學妹瞳美蹩腳的激勵和千草的勸慰後打起精神。
深澤千草（Fukazawa Chigusa，配音：村瀨步）
高一男生，攝影美術社社員，入學以前就經常出入攝影美術社。在家裡的咖啡廳打工，與唯翔是同事。氣質中性，樣貌帥氣，頗受異性歡迎。偏好只拍攝女性，但多以學姐胡桃為攝影目標，喜歡捉弄她，兩人是對歡喜冤家。
月白瑠璃（Tsukishiro Ruri，配音：大原沙耶香）
琥珀的母親，即瞳美的曾祖母。對於突然從未來穿越時光出現的瞳美非常照顧，將她當作自己的孩子般看待。偶爾也有嚴厲的一面。
月白柚葉（Tsukishiro Yuzuha，配音：潘惠子）
琥珀的祖母，即瞳美的高祖母。相當高強的魔法師，在琥珀與瞳美出現迷惘時常熱心開導她們。
月白弦（Tsukishiro Gen，配音：森川智之）
琥珀的父親，即瞳美的曾祖父。月白家的贅婿，並不會使用魔法。
葵遙（Aoi Haruka，配音：本田貴子）
葵唯翔的母親，對於兒子是否會放棄繪畫大學的事情相當在意。瞳美離開葵家卻被目擊者誤會為唯翔的女朋友後，從街坊鄰居的話語誤以為瞳美是兒子的女朋友，甚至三番兩次在餐桌上追問唯翔關於「女朋友」的事情。
風野光瑛（Kazeno Mitsuaki，配音：丹羽正人）
淺蔥的父親，經營照相館，並雇用山吹。
川合苺花（Kawai Maika，配音：橘英美里）
胡桃的姊姊，考上大學後卻決定提出要去留學當糕點師的計畫，起初不受到父親支持，但最後靠著對糕點的熱情當上了一流店面的點心師傅。是胡桃憧憬的對象。
朝川砂波（Asakawa Sanami，配音：長谷川育美）
葵所在的繪畫美術社已經畢業的學姊，是葵憧憬的對象。後來獨立開了個人畫展，葵帶來了魔法屋由瞳美製作的的星砂作為禮物慶賀。
一柳柊生（Ichiyanagi Shyuusei，配音：諏訪部順一）
擁有許多魔法書籍的租書店老闆，受琥珀委託向白蠟工房的工匠進行星砂沙漏的製作，讓瞳美能夠順利回到原有的時代。後來和月白琥珀結婚，是瞳美未來的祖父。

## 製作
该作企划的立案是基于P.A.Works的动画制作人（制片人）山本辉「想要描绘出至今为止只能看见黑白的风景，在一瞬间被赋予色彩的画面」。山本辉在《来自风平浪静的明天》曾与导演篠原俊哉共事，当时就很喜欢导演的作风，希望有朝一日能一起做片；于是在2016年4月把企划拿给了他看，篠原俊哉也表示「如果是这个的话，或许可以做出我想做的」，于是就开始正式筹备。山本辉与筱原俊哉在动画制作阵容尚未敲定的情况下花了大约一年时间来思考故事的大框架，之后与infinite的永谷敬之和Good Smile Company的小倉充俊两位製作人（出品人）进行了企划。企划团队成员全是男性，因此希望能有一个女性视角，还要能描绘出导演所设想的青春期内心的细腻，于是山本辉在2017年8月左右邀请了参与过《月色真美》、《orange橘色奇蹟》等动画的柿原優子担任劇本統籌，这才开始着手制作正式的剧本。

### 故事创作
为了实现山本辉最初的企划创意，于是把主角设定为看不见颜色的女生，然后将「色彩」和自我肯定感结合，确定主题为「世界因一个心情而变化」，并且一开始就决定描写以恋爱为主轴的青春群像剧。围绕故事主轴线「看不见颜色的女生，遇到了一个男生，然后变得能看见颜色了」，大家一起出谋划策。
导演篠原俊哉很喜欢《湯姆的午夜花園》这类涉及到时间的儿童文学，因此设计成主人公前往过去和同岁的祖母一同度过时光。关于时间旅行的实现方式，选择了与作品所希望的柔和触感切合度较高的魔法；之后为了平衡魔法世界和现实世界，想出了「如果利用星砂任何人都可以使用魔法」这样的主意，并且将魔法能做到的限定在一些无关紧要的事情。但很多非常细小的世界观设定如：魔法如何传入日本、魔法使的不成文规定、魔法屋的运营，在成品中几乎没有触及，因为不想为了说明而说明。
作为主人公瞳美的故事，导演认为需要有一个不被欺凌的氛围、世界无论何时都准备着接受瞳美，将着眼点聚焦在瞳美自身心理上。由于瞳美内心非常细腻但不怎么表现自己的感情，在描写这个角色的时候特别重视「不能因为瞳美的这种性格而让观众讨厌」，关于这点山本辉和小倉充俊也反映了很多像「不能把话说到这个地步」「做这种事情不太好吧」这样的意见。
为了使瞳美所处的状况更加容易被理解，从最初的阶段就将琥珀设定成和瞳美性格正相反的角色。原本打算让琥珀在第6话或第7话登场，但是因为Fly设计的人物原案实在是太好了，于是就让她早点登场了；而且製作人永谷敬之也说「让她早点出场吧」。
在世界观设定基本确定和主角七人的雏形出现后，剧情创作和丰满角色方面主要是由柿原優子推进的，千草和胡桃的关系也是基于柿原的主意。在剧中浅葱和瞳美成为情敌后关系变僵，原本导演等人还想让这段感情更纠结一些，但在柿原的建议下让她们很快地就和好了。
故事结局是最初开始就决定了的，没有变过。但关于60年间魔法摄影美术部成员身上有什么改变，在团队中也存在分歧，导演篠原俊哉认为应该交给观众自行体会，把这些全部一一说明是没必要的；製作人永谷敬之说：「如果拿出『结局就交给观众吧』这样的企划书肯定是行不通的，从市场的角度看就会被否定。」他希望看到跨越60年的时间、两人的思念重合到一起的这一瞬间。

### 画面与角色设计
邀请插畫家Fly设计角色原案的最大原因是，山本辉认为Fly笔下的角色有一种梦幻和朦胧的感觉、但整体上还有透明感和清洁感，与瞳美的形象最为贴近。结果Fly也不负所望，而且将瞳美设计为银发这一点与山本辉和篠原俊哉不谋而合。秋山有希再调整角色設計以适合动画制作，并且担任總作畫監督。
画面的表现和制作方面，色彩和镜头是非常重要的主题。在做魔法星砂设定的时候，失去了色觉的主人公和星砂贩卖店内陈列的五颜六色的星砂形成强烈对比的画面浮现在导演脑中，篠原俊哉参考了山本辉收集的颜料店之类的照片后，确定了魔法屋的视觉图。导演认为通过广角镜头难以表现出情绪，所以有意地加入更多遠攝鏡頭。并且经常说「背景的质量是决定作品品质的重大因素」，也很重视画面的镜头感，注意景深、光的表现、空气感、透明感等；使用的色彩数也比P.A.Works之前的作品都要多，负责色彩设计的中野尚美下了不小功夫。

### 音樂
動畫音樂由出羽良彰负责。片頭曲是由双人组合遙與美幸创作并演唱的《17歲》（日语：17才），这是她們第一次為動畫獻唱；负责作詞的遙在读故事梗概时就感觉到了与自身相近的部分，于是将自身投影而写出了歌詞；负责作曲的美幸有意识地去作明亮的曲子而与以往的曲风不同。片尾曲则是由やなぎなぎ作詞作曲并演唱的《於夜半的你與在清晨的魔法》，やなぎなぎ曾为近乎同一团队制作的《来自风平浪静的明天》提供片尾曲，因此而被邀请制作与之类似的歌曲；歌詞和樂曲都立足於作品的世界觀，編曲由保刈久明担当。此外，やなぎなぎ还作詞作曲并演唱了第十三话的插曲《color capsule》；并且还提供了两首印象曲，分别为月白瞳美的配音员石原夏織主唱的和月白琥珀的配音员本渡楓主唱的。

## 播放及发行
2018年3月16號發布作品消息，在2018年AnimeJapan上釋出詳細情報。在日本，该作从2018年10月6日（10月5日深夜）开始在MBS电视台和TBS電視台的深夜动画节目Animeism时段播出，AT-X、BS-TBS、鬱金香電視台、青森電視台等电视台稍后播出。系列全13话，最终话于12月29日播出。網路播放方面，Amazon Prime Video负责包括日本在内的全球发行（不包括中国大陆），中国大陆则由爱奇艺独家播放。2023年12月台灣由木棉花國際取得代理後在巴哈姆特動畫瘋和中華電信MOD全集上架播放。

藍光光碟全3卷，第一卷（BIXA-9041）收录第1話至第4話、第二卷（BIXA-9042）收录第5話至第8話、第三卷（BIXA-9043）收录第9話至第13話，依序分别于2019年2月2日、3月2日、4月2日发售；以及第一卷还附有原声音乐CD、第二卷和第三卷则分别附有月白瞳美和月白琥珀的印象歌曲CD。据oricon公信榜的统计，第一卷售出1922份、第二卷售出1768份、第三卷售出1761份。
| 集數 | 標題                          | 導演                       | 編劇     | 分镜                         | 作画监督 | 首播日期       |
| ---- | ----------------------------- | -------------------------- | -------- | ---------------------------- | --- | -------------- |
| 1    |                     | 淺井義之                   | 柿原優子 | 篠原俊哉                     | 小島明日香、宮崎司 井上裕亮、秋山有希                                                                                 | 2018年10月6日  |
| 2    |                     | 今泉賢一                   | 柿原優子 | 篠原俊哉                     | 小野和美、五月女義幸 大東百合惠、福井麻紀 宮崎司、小島明日香、輿石曉                                                  | 2018年10月13日 |
| 3    |                     | 阿部百合子                 | 柿原優子 | 塚田夏央                     | 井上裕亮、宮崎司 小島明日香、川面恒介                                                                                 | 2018年10月20日 |
| 4    |                     | 松林唯人                   | 柿原優子 | 篠原俊哉                     | 森島範子、宮川智惠子、佐藤 山口保則、川面恒介、水野紗世 小島明日香、井上裕亮、宮崎司                                  | 2018年10月27日 |
| 5    | 小小的配方          | 淺井義之                   | 柿原優子 | 淺井義之                     | 井上裕亮、小島明日香 宮崎司、水野紗世、川方春香 川面恒介、福井麻記                                                    | 2018年11月3日  |
| 6    | 金色的魚            | 高村彰                     | 柿原優子 | 篠原俊哉                     | 川面恒介、水野紗世、山方春香 井上裕亮、小島明日香、宮崎司 鍋田香代子、中山美雪 柴田裕司、小笠原憂                     | 2018年11月10日 |
| 7    | 維納斯的重負        | 宮澤良太                   | 中西     | 高村彰                       | 池原百合子、半田大貴 櫻井木之實、川面恒介 小島明日香、井上裕亮、宮崎司 水野紗世、山方春香、秋山有希                   | 2018年11月17日 |
| 8    | 裂縫的碎片          | 小林孝嗣                   | 柿原優子 | 岡村天齋                     | 小畑賢、挽本敦子、桐谷真咲 坂友加里、谷口律子、橋本明日美 櫻井木之實、小島明日香、宮崎司 井上裕亮、山方春香、水野紗世 | 2018年11月24日 |
| 9    |                     | 松林唯人 藤井康雄          | 中西     | 松林唯人                     | 井上裕亮、宮崎司、水野紗世 山方春香、小島明日香、中山美雪 竹本未希、小笠原憂、宮下雄次 山口保則、佐藤、祝部由香       | 2018年12月1日  |
| 10   |                     | 本間修                     | 中西     | 菅沼芙實彥 藤井康雄 篠原俊哉 | 中山美雪、水野紗世、宮下雄次 山方春香、井上裕亮、宮崎司 佐藤、竹本未希、小島明日香 三浦菜奈                           | 2018年12月8日  |
| 11   |                     | 阿部百合子 高村彰          | 柿原優子 | 阿部百合子                   | 小島明日香、宮崎司、井上裕亮 山方春香、水野紗世、秋山有希 中山美雪、竹本未希、宮下雄次                                | 2018年12月15日 |
| 12   |                     | 松林唯人                   | 柿原優子 | 淺井義之                     | 井上裕亮、水野紗世、山方春香 宮崎司、小島明日香、中山美雪 竹本未希、宮下雄次                                          | 2018年12月22日 |
| 13   | 來自繽紛世界的明日  | 篠原俊哉 藤井康雄 宮澤良太 | 柿原優子 | 岡村天齋 篠原俊哉            | 秋山有希、水野紗世、宮崎司 山方春香、小島明日香、井上裕亮 椛島洋介、中山美雪、竹本未希 宮下雄次、小笠原憂             | 2018年12月29日 |

## 迴響
《来自多彩世界的明天》的画面表现得到了评论家的普遍好评。細緻的場景與鮮艷豐富的色彩讓觀眾留下深刻的印象，niconico新闻的评论文章称：美到令人窒息的画面达到了治愈的效果，可以净化现代社会中疲惫的心灵。美麗的景像強烈的襯托出了看不見色彩的瞳美眼中灰白的世界，也讓第一話結尾、瞳美看見葵唯翔畫作上色彩時的衝擊得到優秀的展現。同時，P.A.Works也維持了一貫優秀的人物作畫，細膩的動作與表情展現出許多台詞以外的情感。故事方面，不少评论指出前期剧情发展缓慢，这是一些观众在动画完结之前弃剧的原因，但这种节奏有助于角色关系的发展以及故事的建立，最后几集则变得越来越好。
動畫新聞網（Anime News Network）的评论员塞隆·马丁（Theron Martin）评论称，该作从未令人亢奋或表现强烈情感，但汇集了高品质的艺术表现形式，并辅以一个整洁的故事概念、发展良好和可信的角色，以及年度最佳开场之一。Anime Trending News的格雷西（Gracie）指出：角色有点刻板定型，角色虽然有发展，但发展相对较小且相当可预测；角色之外则没有什么可批评的了，整体表现远远超出预期。動畫新聞網的丽贝卡·西尔弗曼（Rebecca Silverman）认为作品中过剩的象征意象处理得非常好，也留下了一些细节让观众寻找，故事的神秘性和不确定性是这个系列引人入胜的重要原因。虽然故事并不是完美的，但它确实是一段美丽的旅程；正如俗话所说，有时候目标不是要达到顶峰，而是要享受过程。
日本小说家吉本芭娜娜认为动画的品质非常高，其中细节的刻画很赞、色彩也很漂亮、故事也用印象很好地传达出来，体现出了创作者对作品的爱。
据Anime!Anime!（アニメ！アニメ！）网站的调查，在2018年秋季动画开播前，该作的期待值排在第8名，第一话播出后升至第2名。在2018年12月12日至12月19日又以「2018年秋季最佳动画」为题进行了读者问卷调查，结果显示该作获得约7%的支持率、排名第3。但在2018年12月28日niconico動畫公布的「媒體總評2018秋番排行」中，并未入选前十。
作品的现实舞台地长崎市引起了观众们的注目，不少观众以聖地巡礼的形式体验作品世界，长崎县电影委员会（Film commission）也致力于相关地点的宣传。该作也被选为长崎县电影委员会支援动画，并公开了一段1分钟长的宣传动画。